# 竹院庵
竹院庵，位于中国广东省云浮市新兴县集成镇迳口村，为新兴县县级文物保护单位，类型为古建筑，公布时间为1987年12月。
竹院庵的历史年代为明末清初。